# Acytolepis cyanescens
Acytolepis cyanescens är en fjärilsart som beskrevs av De Nicéville 1890. Acytolepis cyanescens ingår i släktet Acytolepis och familjen juvelvingar. Inga underarter finns listade i Catalogue of Life.